# الجامعة (جدة)
{{صندوق معلومات تجمع سكاني
| اسم             = حي الجامعة
| كثافة_سكانية_كم2=
| عنوان التأسيس   =
| تاريخ التأسيس   =
| اجمالي_المساحة_كم2=
| تاريخ السكان    =
| حواشي السكان    =
| اجمالي عدد السكان=
| المنطقة_الزمنية = توقيت شرق أفريقيا
| عنوان_زعيم      =
| utc_offset      = +3
| المنطقة_الزمنية_توقيت_صيفي= توقيت شرق أفريقيا
| utc_offset_DST  = +3
| ملاحظة_ارتفاع   =
| ارتفاع_م        =
| ارتفاع_قدم      =
| الموقع          =
| احداثيات        = حي الجامعة (بالإنجليزية: Al Jami`ah)‏ هو حي يقع في بلدية الجامعة الفرعية في مدينة جدة، في غرب المملكة العربية السعودية.

## الموقع
يقع الحي جنوب مدينة جدة، وبالضبط في بلدية الجامعة الفرعية التي تضم كذلك أحياء :
الروابي، القريات، السليمانية، الفيحاء، الثغر، النزلة اليمانية، النزلة الشرقية، الثعالبة، بترومين، غليل، مدائن الفهد.

## أوضاع الحي
يعاني حي الجامعة في محافظة جدة من 8 مشكلات رئيسة :
- تجاوزات إنشائية في بنية المباني القديمة.
- منازل شعبية يتم إنشاؤها دون تصاريح.
- عدم وجود صكوك لكثير من المباني القائمة والعشوائية.
- اشتباكات ومشاكل متكررة لضيق الشوارع وانعدام المواقف.
- تكسر الأرصفة واهتراء الطبقة الاسفلتية للشوارع الرئيسة.
- عدم وجود حدائق عامة والمساحات المخصصة لأنشطة الشباب.
- اعتداءات عشوائية تحدث في الشوارع وفي ملاحق العمائر السكنية.
- عدم وجود رقابة صحية على المطاعم والمحال التجارية.[2]